# Hans Schumm (Schauspieler)
Hans Josef Schumm, Pseudonym Andre Pola, (* 2. April 1896 in Stuttgart; † 2. Februar 1990 in Los Angeles) war ein deutscher Schauspieler.

## Leben
Er gab sein Theaterdebüt 1925 in Meißen, nachdem er zuvor in anderen Berufen gearbeitet hatte. 1928 ging er in die USA. Dort spielte er Theater und war gelegentlich in Filmen zu sehen. Seine Karriere erhielt einen beträchtlichen Schub, als ab Anfang der 1940er Jahre deutschstämmige Schauspieler gesucht wurden, die in Anti-Nazi-Filmen Wehrmachts- und SS-Angehörige verkörperten. Schumm wirkte während des Zweiten Weltkrieges meist ungenannt in einer großen Anzahl derartiger Produktionen der Warner Bros. als deutscher Uniformträger mit.
Nach Kriegsende trat er in dem Stück A Red Rainbow 1953 am Broadway auf. Während der 50er Jahre lebte er in der Bundesrepublik, kam aber nicht über kleine Rollen in Die Trapp-Familie und Anders als du und ich hinaus. Er kehrte dann wieder nach Amerika zurück und beendete Mitte der 1960er Jahre seine schauspielerische Karriere.

## Filmografie (Auswahl)
- 1933: Das Hohe Lied (The Song of Songs)
- 1934: Das leuchtende Ziel (One Night of Love)
- 1935: Folies Bergère de Paris
- 1936: Tödliche Strahlen (The Invisible Ray)
- 1937: Ein Cowboy in Afrika (Round-Up Time in Texas)
- 1939: Hitler – Beast of Berlin
- 1939: Ich war ein Spion der Nazis (Confessions of a Nazi Spy)
- 1939: Geheimagenten (Espionage Agent)
- 1940: Der große Diktator (The Great Dictator)
- 1941: So Ends Our Night
- 1941: Agenten der Nacht (All Through the Night)
- 1942: Sein oder Nichtsein (To Be or Not to Be)
- 1942: Der unsichtbare Agent (Invisible Agent)
- 1942: Atlantic Convoy
- 1942: The Devil with Hitler
- 1942: Sabotageauftrag Berlin (Desperate Journey)
- 1942: Abbott und Costello unter Kannibalen (Pardon My Sarong)
- 1942: Die Flotte bricht durch (The Navy Comes Through)
- 1942: Es waren einmal Flitterwochen (Once Upon a Honeymoon )
- 1942: Spy Smasher (Serial)
- 1943: Botschafter in Moskau (Mission to Moscow)
- 1943: Gefährliche Flitterwochen (Above Suspicion)
- 1943: Dies ist mein Land (This Land Is Mine)
- 1943: Einsatz im Nordatlantik (Action in the North Atlantic)
- 1943: Hitler’s Madman
- 1943: Sahara
- 1943: The Strange Death of Adolf Hitler
- 1944: Up in Arms
- 1944: Voice in the Wind
- 1944: Auf Ehrenwort (Uncertain Glory)
- 1946: Im Geheimdienst (Cloak and Dagger)
- 1947: Goldene Ohrringe (Golden Earrings)
- 1948: Casbah – Verbotene Gassen (Casbah)
- 1949: The Lovable Cheat
- 1951: Ich war FBI Mann M.C. (I Was a Communist for the FBI)
- 1953: Ein Lied, ein Kuß, ein Mädel (The Stars Are Singing)
- 1953: Unschuldig gejagt (No Escape)
- 1956: Die Trapp-Familie
- 1957: Anders als du und ich
- 1959: Wernher von Braun – Ich greife nach den Sternen
- 1961: Frage Sieben (Question 7)
- 1963: Flieg mit mir ins Glück (Come Fly with Me)
- 1963: Kapitän Sindbad (Captain Sindbad)